# Гончаров Андрій Олександрович
Гончаров Андрій Олександрович (2 січня 1918, с. Сінниці, Зарайський повіт, Рязанська губернія, РРФСР — 7 вересня 2001, Москва, Росія) — радянський і російський театральний режисер і педагог. Головний режисер та художній керівник Московського драматичного театру імені Вл. Маяковського (1967—2001). Герой Соціалістичної Праці (1987), народний артист СРСР (1977), кавалер ордена Леніна (1987), лауреат двох Державних премій СРСР (1977, 1984), Державної премії РРФСР ім. К. С. Станіславського (1972) та Державної премії Російської Федерації (1998).